# Коулмен, Жаклин
Жаклин Коулмен (англ. Jacqueline Coleman; род. 9 июня 1982, Данвилл, Кентукки) — американский государственный и политический деятель. С 2019 года является вице-губернатором Кентукки. В разные годы жизни работала администратором, учителем средней школы и школьным тренером по баскетболу. Также является основателем и президентом некоммерческой организации Lead Kentucky, занимающейся реформой политики в области образования. Член Демократической партии.

## Ранний период жизни
Училась в средней школе округа Мерсер в Харродсбург (штат Кентукки), где играла в баскетбол. В 2001 году поступила в Центральный колледж, изучала историю, получив степень бакалавра в 2004 году и играла в баскетбол за команду «Центральные полковники» в качестве атакующего защитника. Будучи игроком в сезоне 2003—2004 годах, играла в среднем 26,4 минуты, набирая 7,4 очка, делая 2,7 подбора, 1,3 передачи, 14 стартов в 25 играх. В 2008 году получила степень магистра политологии в Луисвиллском университете и была ассистентом в женской баскетбольной команде Louisville Cardinals в 2005—2006 годах под руководством главного тренера Тома Коллена.
После окончания учебы стала работать учителем обществознания в средней школе Бёрджина (штат Кентукки), и тренировала женскую баскетбольную команду. С 2008 по 2015 год тренировала баскетбольную команду и преподавала продвинутое государственное управление в средней школе Ист-Джессамин в Николасвилле.
Баллотировалась на выборах 2014 года от 55-го округа в Палате представителей Кентукки как член Демократической партии. Проиграла выборы республиканке Кимберли Кинг более чем на 30 % в округе, где традиционно доминируют республиканцы. В частности, не было ни одного кандидата от Демократической партии, который бы выиграл выборы в 55-м округе.
В 2013 году основала некоммерческую организацию Lead Kentucky, занимающуюся реформой политики в области образования. Lead Kentucky набирала лучших студенток и давала им возможность стать следующим поколением лидеров Содружества. Сосредоточив внимание на развитии лидерских качеств женщин студенческого возраста посредством поиска баланса между работой и личной жизнью и преодоления препятствий, Жаклин Коулмен надеялась, что эта программа даст женщинам возможность реализовать себя в новых ролях.
В 2017 году стала заместителем директора средней школы округа Нельсон в Бардстауне (штат Кентукки), и занимала эту должность до своей отставки в ноябре 2019 года, после избрания вице-губернатором Кентукки. Училась в докторантуре Кентуккийского университета, где изучала лидерство в сфере образования.

## Вице-губернатор Кентукки
Энди Бешир стал кандидатом в губернаторы, а Жаклин Коулмен кандидатом в вице-губернаторы от Демократической партии на выборах в Кентукки в 2019 году. 5 ноября 2019 года Энди Бешир был объявлен победителем выборов, в результате чего Жаклин Коулмен стала избранным вице-губернатором. После подведения итогов выборов она заявила, что в качестве вице-губернатора сосредоточится на образовании и экономическом развитии сельских районов.
10 декабря 2019 года Жаклин Коулмен и Энди Бешир были приведены к присяге. Помимо должности вице-губернатора, Энди Бешир назначил её министром образования и развития рабочей силы в своем кабинете министров, однако она подала в отставку с этой должности в октябре 2021 года.

## Личная жизнь
Её дед Джек Коулмен играл в Национальной баскетбольной ассоциации. Её отец Джек Коулмен с 1991 по 2004 год работал в Палате представителей Кентукки, представляя 55-й округ.
Замужем за Крисом О’Брайаном. Объявила о своей беременности во время выборной кампании 2019 года. Дочь родилась 8 февраля 2020 года, что сделало Жаклин Коулмен самым высокопоставленным избранным должностным лицом исполнительной власти и первым вице-губернатором в истории Кентукки, родившим ребенка во время своего пребывания в должности. Имеет ещё одну дочь, бывшую ученицу, которую она тренировала, удочеренную в декабре 2019 года, а также является мачехой двух сыновей Криса О’Брайана от предыдущих отношений.